# John Timu
John Kakuhura Raymond Timu (Dannevirke, 8 de mayo de 1969) es un ex–jugador neozelandés de rugby y rugby League que se desempeñaba como fullback.

## Selección nacional
Fue convocado a los All Blacks por primera vez en julio de 1991 para enfrentar a los Pumas y disputó su último partido en agosto de 1994 ante los Wallabies. En total jugó 26 partidos y marcó siete tries para un total de 31 puntos (un try valía 4 puntos hasta 1993).

### Participaciones en Copas del Mundo
Solo disputó una Copa del Mundo; Inglaterra 1991 donde los All Blacks fueron eliminados en semifinales al ser derrotados por los australianos liderados por David Campese, John Eales y Tim Horan, entre otros. Se recuerda a Timu porque marcó un doblete en cuartos de final, ante los Canucks.
| Mundial                       | Sede       | Resultado     | PJ | Tries |
| ----------------------------- | ---------- | ------------- | -- | ----- |
| Copa Mundial de Rugby de 1991 | Inglaterra | Tercer puesto | 4  | 3     |

## Palmarés
- Campeón de la Mitre 10 Cup de 1991.